# Gail Laurence
Pour les articles homonymes, voir Laurence.
Gail Laurence-Garcia, née en 1963 est une triathlète professionnelle américaine, championne panaméricaine de triathlon en 1994.

## Palmarès
Le tableau présente les résultats les plus significatifs (podium) obtenus sur le circuit national et international de triathlon depuis 1994,.
| Année | Compétition                             | Pays             | Position           | Temps           |
| ----- | --------------------------------------- | ---------------- | ------------------ | --------------- |
| 1996  | Coupe du monde - l'étape d'Ilheus-Bahia | Brésil           | Médaille de bronze | 2 h 8 min 6 s   |
| 1996  | Coupe du monde - l'étape de Hamilton    | Bermudes         | Médaille d'argent  | 1 h 52 min 28 s |
| 1996  | Coupe du monde - l'étape d'Auckland     | Nouvelle-Zélande | Médaille de bronze | 2 h 6 min 37 s  |
| 1995  | Coupe du monde - l'étape d'Ilheus-Bahia | Brésil           | Médaille d'argent  | 2 h 13 min 46 s |
| 1995  | Coupe du monde - l'étape de Southampton | Bermudes         | Médaille de bronze | 2 h 10 min 52 s |
| 1995  | Championnat des États-Unis              | États-Unis       | Médaille d'argent  | Timing          |
| 1994  | Championnats panaméricains              | Argentine        | Médaille d'or      | 2 h 8 min 13 s  |
| 1994  | Coupe du monde - l'étape d'Ilheus-Bahia | Brésil           | Médaille d'or      | 2 h 7 min 51 s  |
| 1994  | Coupe du monde - l'étape de Gerardmer   | France           | Médaille de bronze | 2 h 11 min 43 s |
| 1994  | Championnat des États-Unis              | États-Unis       | Médaille de bronze | Timing          |